# Live in Nuremberg
Live in Nuremberg ist ein Jazzalbum von Ivo Perelman und Matthew Shipp. Die am 26. Juni 2019 im Neuen Museum Nürnberg im Rahmen des in Nürnberg viertägig veranstalteten Festivals The Art of Improvisation entstandenen Aufnahmen erschienen am 15. Dezember 2019 auf SMP Records.

## Hintergrund
Perelman und Shipp haben in den 2010er-Jahren zehn Duo-Aufnahmen (u. a. die Reihe The Art of Perelman-Shipp) und ein weiteres Dutzend in Trios (etwa mit Michael Bisio, Gerald Cleaver, Whit Dickey, Mat Maneri und William Parker) sowie Quartett-formationen veröffentlicht. Mit fast einer Stunde nimmt „Part I“ den größten Teil des Albums ein, ein vierminütiges „Encore“ schließt die Aufnahme ab.

## Titelliste

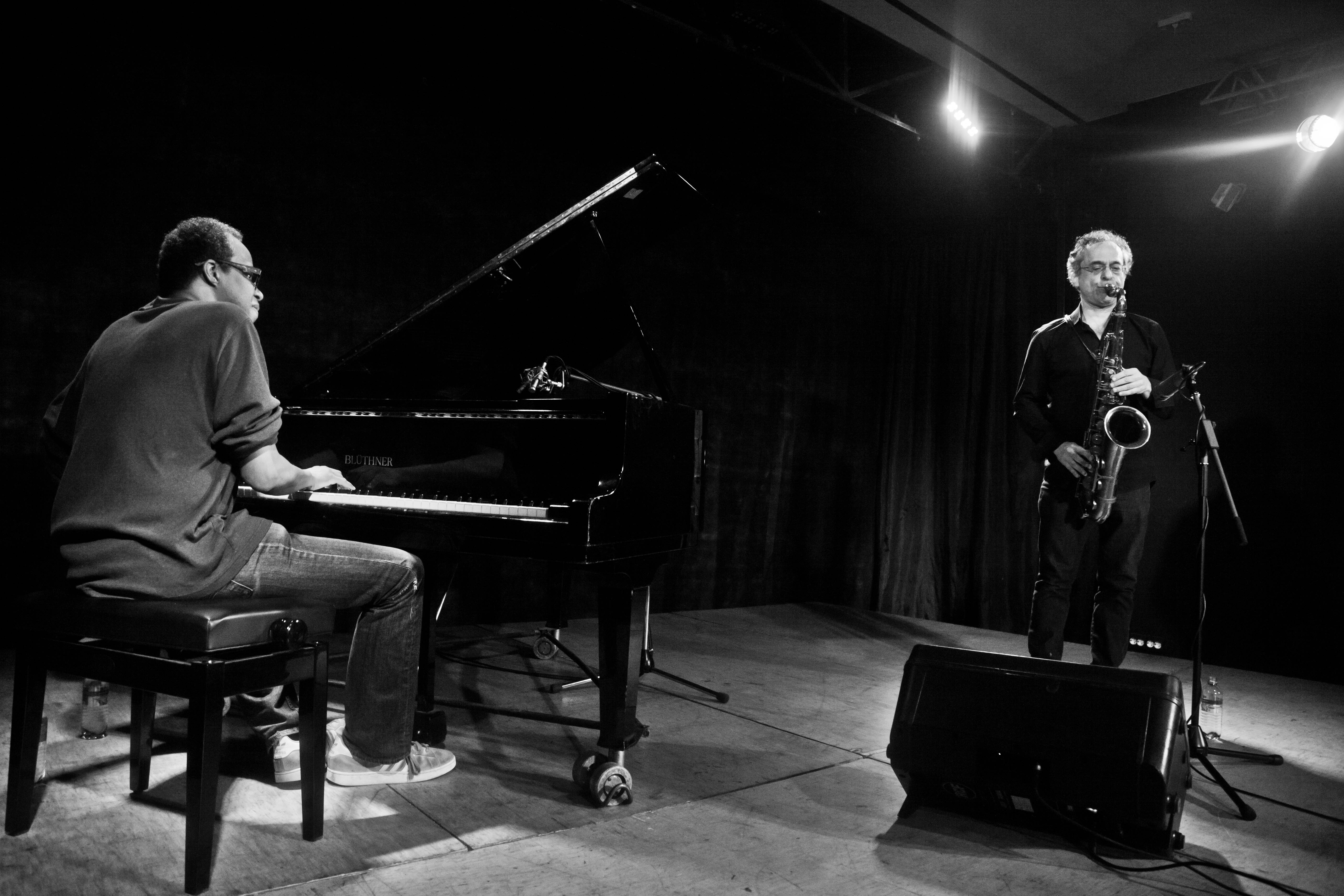
Matthew Shipp und Ivo Perelman (2017)

- Ivo Perelmn & Matthew Shipp: Live in Nuremberg (SMP 011)[1]

1. Part I 55.42
2. Encore 4:00

Die Kompositionen stammen von Ivo Perelmn und Matthew Shipp.

## Rezeption
Was Live in Nuremberg in einem bereits beeindruckenden Katalog [beider Musiker] auszeichne, sei die Art und Weise, wie die beiden im Live-Umfeld auftreten. Ihre Studioalben seien vollgepackt mit kompakten Vignetten, aber auf diesem Album, wie auch bei Live in Brussels (Leo Records, 2017), werde Perelmans und Shipps unbändiger Enthusiasmus durch das Live-Publikum befeuert, schrieb Karl Ackermann in All About Jazz. Die daraus resultierende Aufführung in Suiten-Länge eröffne Perelman und Shipp eine neue Ebene der Kreativität. Saxofon und Klavier würden hier selten im Widerspruch zueinander stehen; der Dialog habe eine harmonisierende Qualität, vermeide es jedoch, sich auf einer vollständigen Symmetrie auszuruhen. Für Perelman und Shipp reiche es gerade aus, sich gegenseitig [zu Höchstleistungen] zu pushen.